# Mullbinde

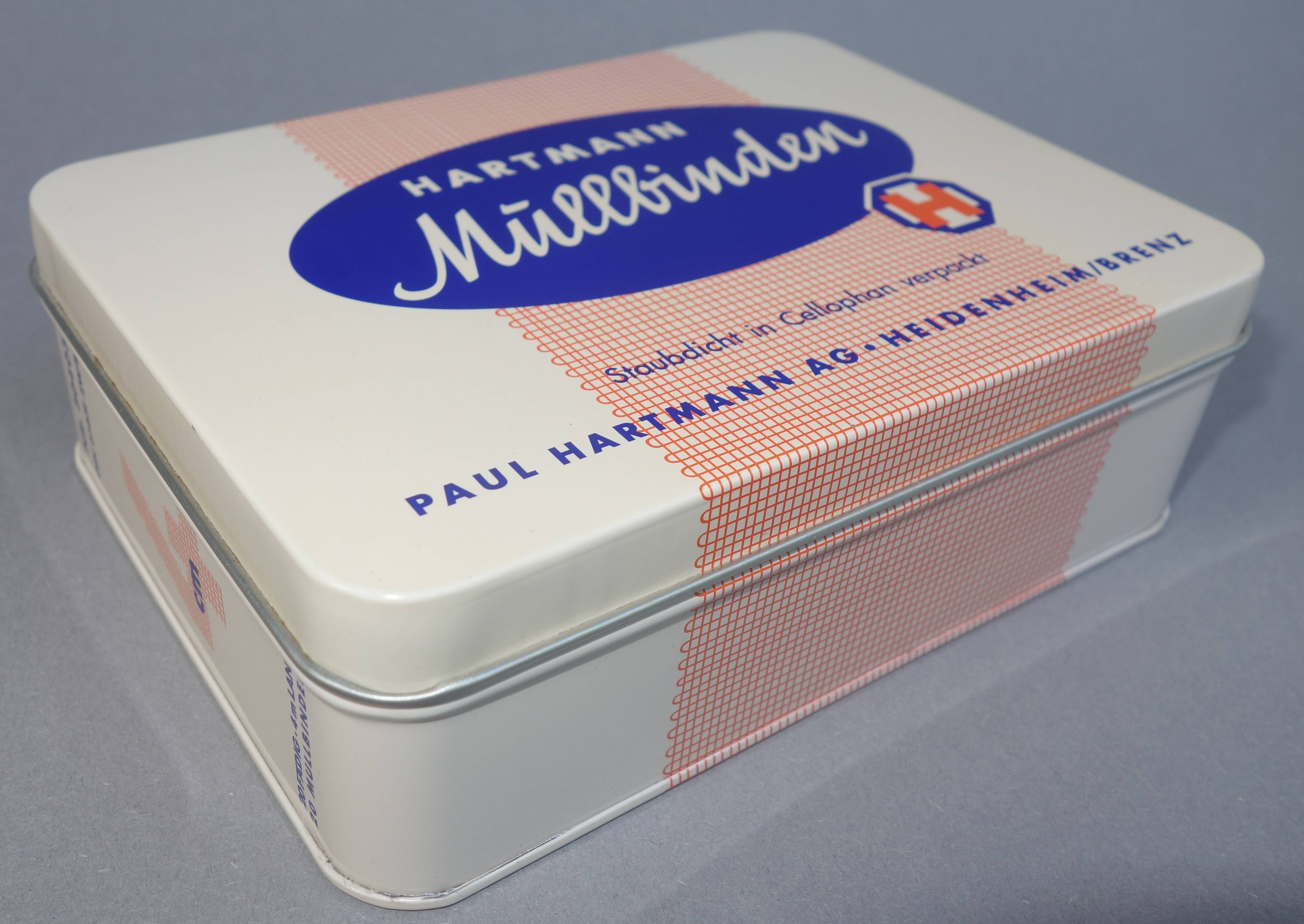
Mullbinde, historisch

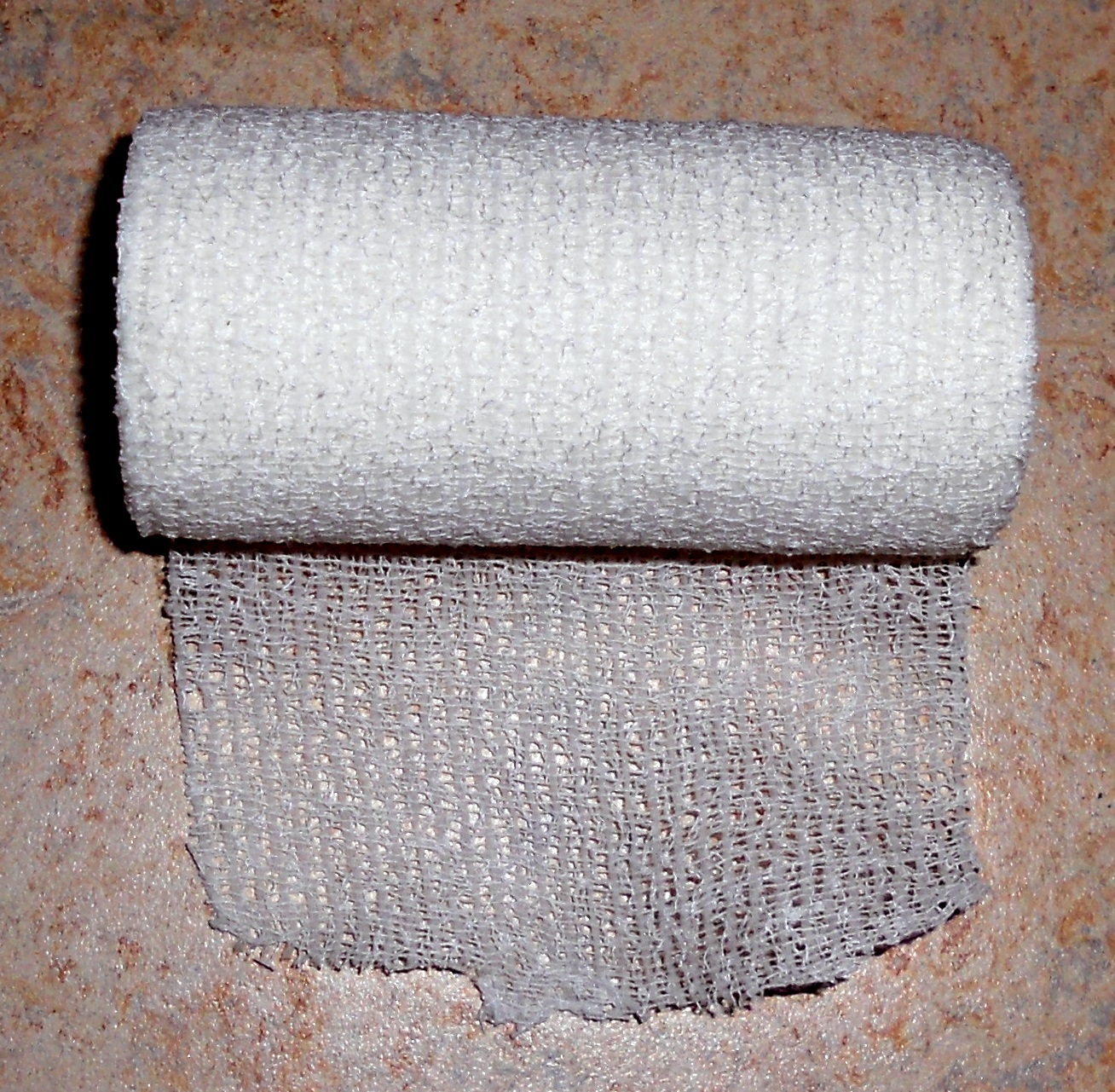
Eine selbstklebende und elastische Mullbinde

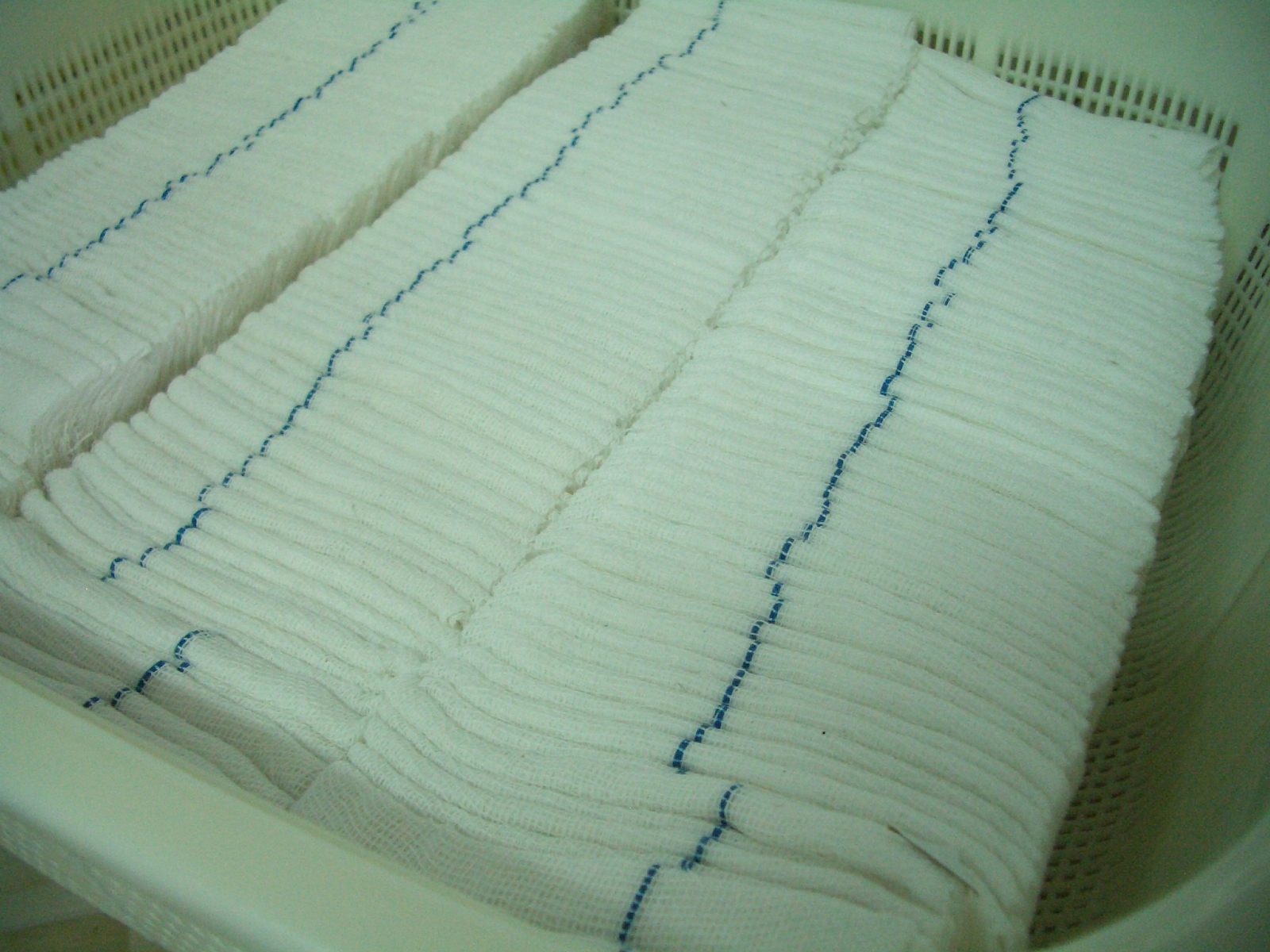
Mullbinden mit Markierungsstreifen

Eine Mullbinde (in der Schweiz Gaze) ist ein unsteriles Verbandmittel in Form einer Rollbinde, das zum Fixieren keimfreier Wundauflagen dient. Sie ist von dem sterilen Verbandpäckchen zu unterscheiden.
In früheren Zeiten gab es keine elastischen Binden, deswegen wurden Verbandtechniken gelehrt und geübt, die heute kaum noch jemand beherrscht. Es sei erinnert an die Testudo (Schildkröte), mit der ein Ellenbogen oder Knie verbunden wurde, oder den Kornährenverband für den Unterschenkel. Zum Training der Pflegekräfte und der Ärzte wurden Mullbinden mit farbig markierten Rändern verwendet, um den Verlauf der einzelnen Gänge deutlicher zu machen.
Inzwischen werden Mullbinden meistens durch modernere Binden ersetzt, es gibt elastische Trikotbinden und Schlauchverbände in nahezu allen Größen, die wesentlich besser sitzen und kaum einschnüren können.
Mullbinden sind in Deutschland in der DIN 61631 genormt.